# Ellis Coleman
Ellis E. „The Flying Squirrel” Coleman (ur. 16 sierpnia 1991) – amerykański zapaśnik w stylu klasycznym. Olimpijczyk z Londynu 2012, gdzie zajął czternaste miejsce w kategorii 60 kg.
Jedenasty na mistrzostwach świata w 2018. Trzeci na igrzyskach panamerykańskich w 2019. Cztery medale na mistrzostwach panamerykańskich, srebro w 2014, 2019 i 2025. Ósmy na igrzyskach wojskowych w 2019. Brąz na mistrzostwach świata juniorów w 2010 i 2011 roku. Zawodnik Northern Michigan University.